# Edgar Pacheco (meksykański piłkarz)
Edgar Iván Pacheco Rodríguez (ur. 22 stycznia 1990 w Guadalajarze) – meksykański piłkarz występujący na pozycji ofensywnego pomocnika lub cofniętego napastnika, reprezentant Meksyku.

## Kariera klubowa
Pacheco pochodzi z miasta Guadalajara i jest wychowankiem akademii juniorskiej tamtejszego zespołu Club Atlas. Do pierwszej drużyny został włączony jako osiemnastolatek przez argentyńskiego szkoleniowca Miguela Ángela Brindisi i w meksykańskiej Primera División zadebiutował 20 stycznia 2008 w przegranym 1:2 meczu z Tolucą. W tym samym roku zajął z Atlasem drugie miejsce w rozgrywkach kwalifikacyjnych do Copa Libertadores – InterLidze, jednak pełnił wówczas rolę rezerwowego. Premierowego gola w najwyższej klasie rozgrywkowej strzelił 18 października 2008 w wygranym 1:0 spotkaniu z Necaxą, a podstawowym zawodnikiem swojej drużyny został pięć miesięcy później, za kadencji trenera Ricardo La Volpe. Szybko został kluczowym piłkarzem drugiej linii Atlasu, a jego udane występy zaowocowały pierwszymi powołaniami do reprezentacji kraju oraz zainteresowaniem ze strony europejskich drużyn.
Latem 2011 Pacheco za sumę trzech milionów dolarów przeszedł do zespołu Tigres UANL z siedzibą Monterrey. Tam już w pierwszym, jesiennym sezonie Apertura 2011 zdobył swoje premierowe mistrzostwo Meksyku, lecz pozostawał wyłącznie głębokim rezerwowym ekipy prowadzonej przez szkoleniowca Ricardo Ferrettiego. Nie potrafiąc wywalczyć sobie miejsca w składzie, już po roku został wypożyczony do beniaminka najwyższej klasy rozgrywkowej – Club León, gdzie również spędził rok w roli rezerwowego. Po powrocie do Tigres jego sytuacja nie uległa zmianie – wciąż sporadycznie pojawiał się na boiskach, jednak w wiosennym sezonie Clausura 2014 zdołał wywalczyć ze swoją ekipą puchar Meksyku – Copa MX. Bezpośrednio po tym udał się na wypożyczenie po raz kolejny, tym razem do nowo powstałego drugoligowego klubu Mineros de Zacatecas, którego barwy reprezentował przez pół roku bez większych sukcesów.
W styczniu 2015 Pacheco powrócił do pierwszej ligi, na zasadzie wypożyczenia zasilając Querétaro FC. Tam występował wyłącznie jako rezerwowy przez sześć miesięcy, zdobywając wicemistrzostwo kraju w sezonie Clausura 2015, a zaraz po tym sukcesie został wypożyczony do drugoligowej, nowo założonej ekipy FC Juárez.
| Sezon     | Klub                 | Kraj   | Rozgrywki  | Mecze | Bramki |
| --------- | -------------------- | ------ | ---------- | ----- | ------ |
| 2007/2008 | Club Atlas           | Meksyk | Liga MX    | 7     | 0      |
| 2008/2009 | Club Atlas           | Meksyk | Liga MX    | 25    | 6      |
| 2009/2010 | Club Atlas           | Meksyk | Liga MX    | 31    | 3      |
| 2010/2011 | Club Atlas           | Meksyk | Liga MX    | 31    | 2      |
| 2011/2012 | Tigres UANL          | Meksyk | Liga MX    | 10    | 0      |
| 2012/2013 | Club León            | Meksyk | Liga MX    | 9     | 1      |
| 2013/2014 | Tigres UANL          | Meksyk | Liga MX    | 5     | 0      |
| 2014/2015 | Mineros de Zacatecas | Meksyk | Ascenso MX | 14    | 1      |
| 2014/2015 | Querétaro FC         | Meksyk | Liga MX    | 11    | 1      |
| 2015/2016 | FC Juárez            | Meksyk | Ascenso MX |       |        |

## Kariera reprezentacyjna
W 2007 roku Pacheco został powołany przez szkoleniowca Jesúsa Ramíreza do reprezentacji Meksyku U-17 na Mistrzostwa Ameryki Północnej U-17. Tam był jednak rezerwowym zawodnikiem swojej kadry i pojawił się na boisku tylko w jednym z trzech możliwych spotkań, nie wpisując się na listę strzelców, za to jego drużyna po zanotowaniu kompletu remisów zajęła trzecie miejsce w grupie i nie zdołała się zakwalifikować na rozgrywane kilka miesięcy później Mistrzostwa Świata U-17 w Korei Południowej.
W seniorskiej reprezentacji Meksyku Pacheco zadebiutował za kadencji selekcjonera Javiera Aguirre, 30 września 2009 w przegranym 1:2 meczu towarzyskim z Kolumbią. Premierowego gola w kadrze narodowej strzelił już w swoim drugim występie, 9 lutego 2011 w wygranym 2:0 sparingu z Bośnią i Hercegowiną. W tym samym roku został powołany przez Luisa Fernando Tenę do rezerwowej reprezentacji startującej pod szyldem dorosłej kadry w turnieju Copa América. Podczas tych rozgrywek wystąpił we wszystkich możliwych trzech spotkaniach, w każdym z nich wchodząc z ławki rezerwowych, natomiast Meksykanie ponieśli na argentyńskich boiskach komplet porażek i odpadli z turnieju już w fazie grupowej.